# Victoire du groupe ou artiste révélation du public
La Victoire du groupe ou artiste révélation du public de l'année est une récompense musicale française décernée annuellement lors des Victoires de la musique depuis 2005. Elle vient primer le meilleur groupe ou artiste interprète révélé dans l'année aux yeux du public, celui-ci effectuant par ses votes (par SMS ou internet) le choix final.

## Palmarès

### Années 2000
- 2005 : Jeanne Cherhal
- 2006 : Amel Bent
- 2007 : Miss Dominique
- 2008 : Christophe Maé
- 2009 : Sefyu

### Années 2010
- 2010 : Pony Pony Run Run[1]
- 2011 : Lilly Wood and the Prick
- 2012 : Orelsan
- 2013 : C2C